# Comuna Viștea, Brașov
Viștea este o comună în județul Brașov, Transilvania, România, formată din satele Olteț, Rucăr, Viștea de Jos (reședința), Viștea de Sus și Viștișoara. Până în anul 2004 din comuna a făcut parte și satul Drăguș.

## Demografie
Componența etnică a comunei Viștea
     Români (69,34%)
     Romi (18,43%)
     Alte etnii (0,27%)
     Necunoscută (11,97%)
Componența confesională a comunei Viștea
     Ortodocși (86,62%)
     Alte religii (0,96%)
     Necunoscută (12,42%)
Conform recensământului efectuat în 2021, populația comunei Viștea se ridică la 2.198 de locuitori, în creștere față de recensământul anterior din 2011, când fuseseră înregistrați 2.026 de locuitori. Majoritatea locuitorilor sunt români (69,34%), cu o minoritate de romi (18,43%), iar pentru 11,97% nu se cunoaște apartenența etnică. Din punct de vedere confesional, majoritatea locuitorilor sunt ortodocși (86,62%), iar pentru 12,42% nu se cunoaște apartenența confesională.

## Politică și administrație
Comuna Viștea este administrată de un primar și un consiliu local compus din 11 consilieri. Primarul, Florin Ioani[*], de la Partidul Național Liberal, este în funcție din 2008. Începând cu alegerile locale din 2024, consiliul local are următoarea componență pe partide politice:
|  | Partid                          | Consilieri | Componența Consiliului | Componența Consiliului | Componența Consiliului | Componența Consiliului | Componența Consiliului | Componența Consiliului |
|  | ------------------------------- | ---------- | ---------------------- | ---------------------- | ---------------------- | ---------------------- | ---------------------- | ---------------------- |
|  | Partidul Național Liberal       | 6          |                        |                        |                        |                        |                        |                        |
|  | Partidul Social Democrat        | 4          |                        |                        |                        |                        |                        |                        |
|  | Alianța pentru Unirea Românilor | 1          |                        |                        |                        |                        |                        |                        |

## Primarii comunei
- 1996[8] - 2000 - Sofonea Dorin Vasile, de la USD
- 2000[9] - 2004 - Sofonea Dorin Vasile, de la APR
- 2004[10] - 2008 - Tabără Gheorghe, de la PNL
- 2008[11] - 2012 - Ioani Florin, de la PDL
- 2012[12] - 2016 - Ioani Florin, de la PDL
- 2016[13] - 2020 - Ioani Florin, de la PNL
- 2020[14] - 2024 - Ioani Florin, de la PNL

## Personalități născute aici
- Aurel Leluțiu (1914 - 1980), preot în cadrul Bisericii Române Unită cu Roma, Greco-Catolică.